# Glénac
Glénac (bretonisch Glenneg) ist eine Ortschaft und eine ehemalige französische Gemeinde mit 908 Einwohnern (Stand: 1. Januar 2022) im Département Morbihan in der Region Bretagne. Sie gehörte zum Arrondissement Vannes und zum Kanton Guer.
Mit Wirkung vom 1. Januar 2017 wurden die früheren Gemeinden La Chapelle-Gaceline, La Gacilly und Glénac zur namensgleichen Commune nouvelle La Gacilly zusammengeschlossen und haben in der neuen Gemeinde den Status einer Commune déléguée. Der Verwaltungssitz befindet sich im Ort La Gacilly.

## Geografie
Glénac liegt am Ufer des Oust, nahe der Einmündung des Flusses Aff. Das Mündungsgebiet des Aff ist eine Moorlandschaft, in der sich ein wunderbares Feucht-Biotop entwickelt hat. Der Canal de Nantes à Brest, der im Wesentlichen dem Oust folgt, verläuft in etwa einem Kilometer Entfernung von Glénac. Der Fluss Aff ist mit Sport- und Hausbooten bis La Gacilly befahrbar. In Glénac befindet sich eine Charter-Basis für Hausboote.

## Sehenswürdigkeiten
Siehe auch: Liste der Monuments historiques in La Gacilly
- Schloss von Forêt-Neuve (15. Jahrhundert)
- Kirche Saint-Michel (18. Jahrhundert)
- Biotop an der Flussmündung
- Freizeitanlage und Marina am Ufer des Oust